# Estados do México por densidade
México é oficialmente Estados Unidos Mexicanos e possui 31 estados e a Cidade do México (capital).
A extensão e os limites de cada entidade federativa são estabelecidos pela legislação específica da matéria, e as constituições de cada uma das entidades no país. As disputas de fronteira são diferidas pelo Supremo Tribunal de Justiça da Nação.
Abaixo está um mapa e um quadro de população, área e densidade de cada uma das entidades federativas, em ordem decrescente. A população é mostrada de acordo com os resultados do II Censo da População e Habitação, feito em outubro de 2005 e atualizados em 2010.
A densidade da população é o resultado de uma divisão entre dois fatores nesta (área e população). No México, os estados com maior densidade se localizam no centro do país, nos estados do México, Morelos, Tlaxcala e Cidade do México. Os estados com a menor densidade estão localizados no norte do país, Baja California Sur, Durango, Sonora e Chihuahua principalmente.
| Mapa do México dividido por entidades federativas, colorido segundo sua densidade populacional |                  |                  |                     |                         |                  |                  |                     |  |
| Entidade federativa                                                                            | Superfície (km²) | População (2010) | Densidade (hab/km²) | Entidade federativa     | Superfície (km²) | População (2010) | Densidade (hab/km²) |  |
| 1. Cidade do México                                                                            | 1.479            | 8.851,080        | 5.920               | 17. Guerrero            | 64.281           | 3.115,202        | 53                  |  |
| 2. México                                                                                      | 21.355           | 15.175,862       | 679                 | 18. Yucatán             | 38.402           | 1.818,948        | 49                  |  |
| 3. Morelos                                                                                     | 4.950            | 1.777,227        | 364                 | 19. Sinaloa             | 58.328           | 2.608,442        | 48                  |  |
| 4. Tlaxcala                                                                                    | 4.016            | 1.169,936        | 293                 | 20. Baja California     | 69.921           | 2.844,469        | 44                  |  |
| 5. Aguascalientes                                                                              | 5.471            | 1.184,996        | 211                 | 21. San Luis Potosí     | 63.068           | 2.410,414        | 42                  |  |
| 6. Guanajuato                                                                                  | 30.491           | 5.486,372        | 179                 | 22. Tamaulipas          | 79.384           | 3.024,238        | 41                  |  |
| 7. Puebla                                                                                      | 33.902           | 5.779,829        | 168                 | 23. Oaxaca              | 93.952           | 3.506,821        | 41                  |  |
| 8. Querétaro                                                                                   | 11.499           | 1.827,937        | 156                 | 24. Nayarit             | 26.979           | 949.684          | 39                  |  |
| 9. Hidalgo                                                                                     | 20.813           | 2.665,018        | 128                 | 25. Quintana Roo        | 50.212           | 1.135,309        | 30                  |  |
| 10. Colima                                                                                     | 5.191            | 650.555          | 116                 | 26. Zacatecas           | 73.252           | 1.367,392        | 20                  |  |
| 11. Veracruz                                                                                   | 71.699           | 7.643,194        | 106                 | 27. Coahuila            | 149.982          | 3.055,395        | 18                  |  |
| 12. Jalisco                                                                                    | 80.386           | 7.350,682        | 94                  | 29. Campeche            | 50.812           | 754.730          | 14                  |  |
| 13. Tabasco                                                                                    | 25.267           | 2.238,603        | 91                  | 28. Chihuahua           | 247.938          | 3.241,444        | 14                  |  |
| 14. Michoacán                                                                                  | 59.928           | 4.351,037        | 74                  | 30. Sonora              | 184.934          | 2.393,984        | 12                  |  |
| 15. Nuevo León                                                                                 | 64.924           | 4.653,458        | 73                  | 31. Durango             | 123.181          | 1.509,117        | 12                  |  |
| 16. Chiapas                                                                                    | 74.211           | 4.796,580        | 65                  | 32. Baja California Sur | 73.475           | 512.170          | 7                   |  |